# Protestantesimo

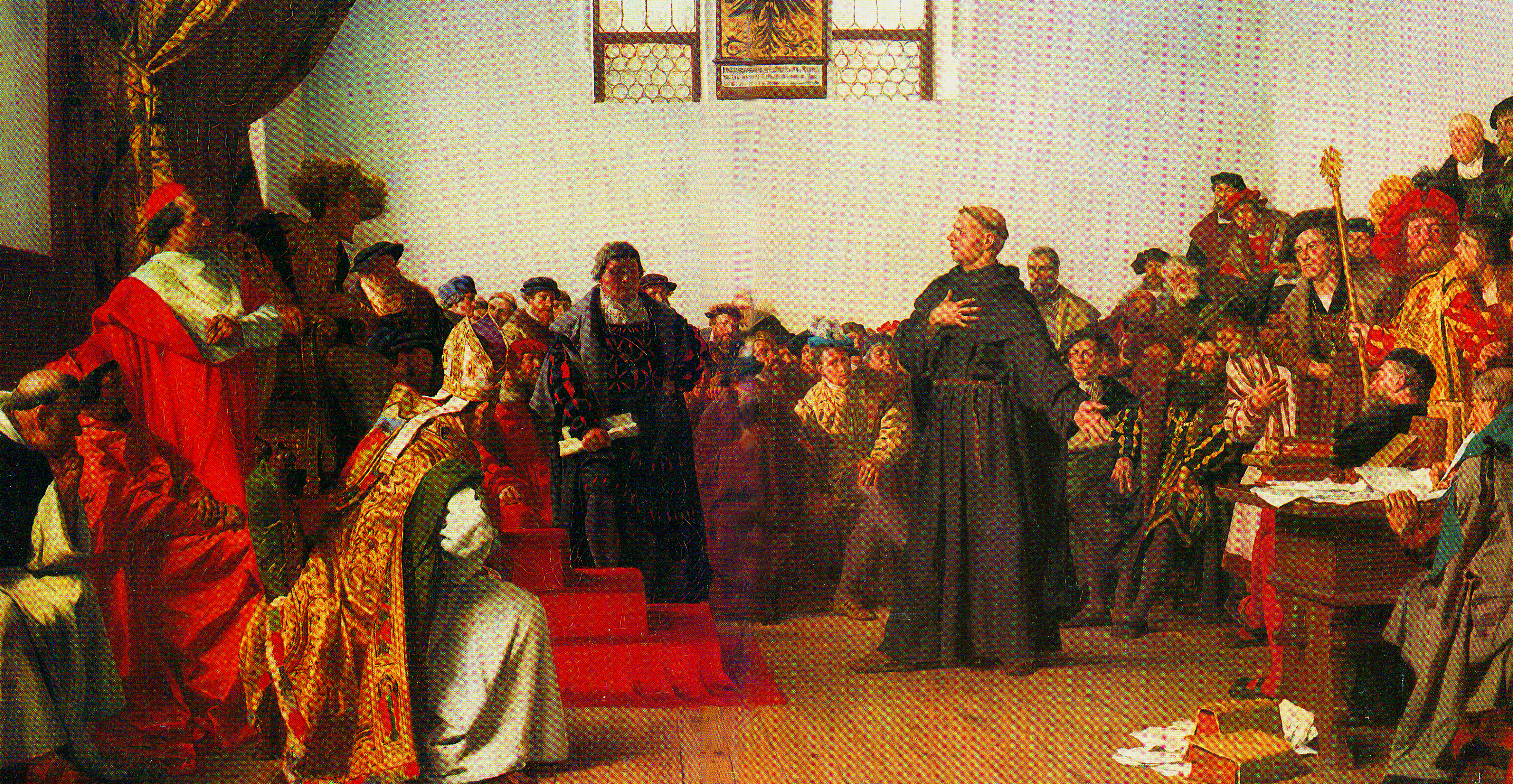
Lutero alla Dieta di Worms, dipinto di Anton von Werner, 1877

Il protestantesimo è una corrente del cristianesimo moderno. Sorta nel XVI secolo in Germania e in Svizzera in contrasto con l'insegnamento della Chiesa cattolica, considerata non solo nella prassi, ma anche nella dottrina, non più conforme alla Parola di Dio, a seguito del movimento politico e religioso, noto come riforma protestante, derivato dalla predicazione dei riformatori, fra i quali i più importanti sono Martin Lutero, Ulrico Zwingli, Giovanni Calvino e John Knox, il tutto circa un secolo dopo il tentativo riformatore da parte di Jan Hus nella vicina Boemia e quasi due dopo quello di John Wyclif in Inghilterra, e circa più di tre secoli dopo la fondazione del valdismo (poi confluito nel protestantesimo) ad opera di Pietro Valdo nell'Italia del Nord e in Francia del Sud.

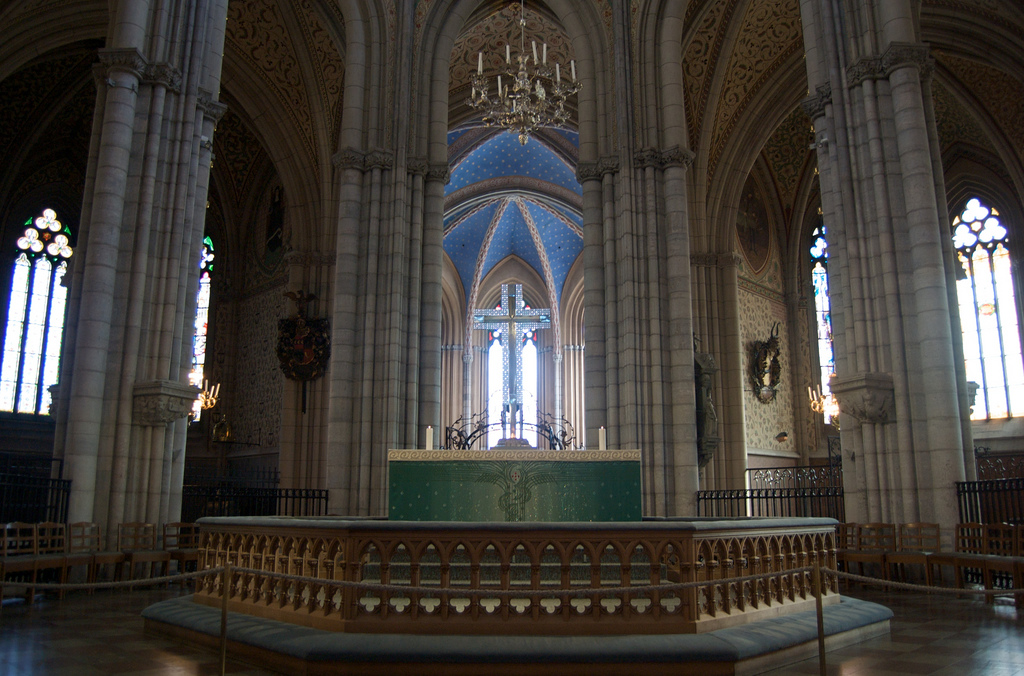
Presbiterio della cattedrale luterana di Uppsala, sede della Chiesa di Svezia.

Il Protestantesimo prende origine inizialmente dalla protesta del frate agostiniano Martin Lutero, docente di teologia all'università di Wittenberg. Questi il 31 ottobre 1517, irritato dalla predicazione del frate domenicano Johann Tetzel, pubblicò 95 tesi, elenco di quaestiones da sottoporre a pubblico dibattito su simonia, dottrina delle indulgenze e suffragio dei defunti nel purgatorio, intercessione e culto dei santi e delle loro immagini, che perciò andavano a toccare punti nodali dell'ecclesiologia medievale.
La protesta di Lutero, seguita da aspre polemiche tra domenicani e agostiniani, si tramutava in rivolta dopo la minaccia di provvedimenti del 1520, fino alla scomunica papale ed al bando imperiale del 1521, da cui lo salvò il suo principe, Federico III di Sassonia.

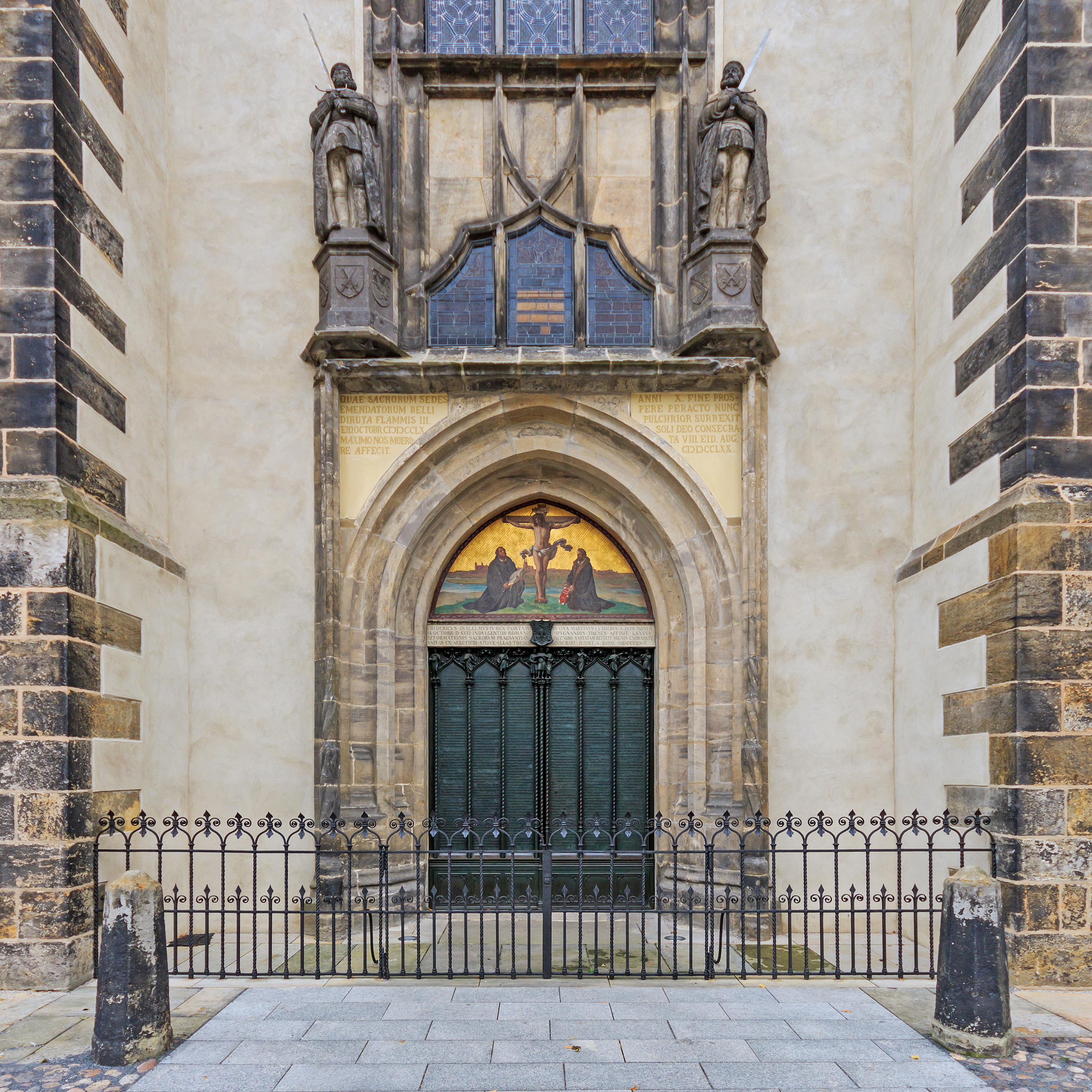
Porta della chiesa del castello di Wittenberg alla quale Martin Lutero, nel 1517, affisse le sue novantacinque tesi, dando così inizio alla Riforma protestante.

Col Luteranesimo le varie confessioni protestanti condividono un rifiuto dell'autorità del Papa (considerato ai tempi della Riforma come una sorta di anticristo), del culto di angeli, santi e della Madonna, ma anche un rifiuto del concilio ecumenico, e riconoscono solo alla Bibbia l'autorità suprema in materia di fede (sola scriptura). Dei sacramenti mantengono solo Battesimo ed Eucaristia (Santa cena), anche se coesistono diverse opinioni circa la presenza reale di Cristo nell'eucaristia (si afferma che i Luterani sostengano la Consustanziazione in luogo della Transustanziazione cattolica). Enfatizzano il sacerdozio di tutti i credenti, mentre viene negato un valore sacerdotale al ministero ordinato. Sostengono che la giustificazione dal peccato originale e la salvezza eterna siano ottenute solo per fede in Gesù e non tramite le opere umane (principi della sola fide e sola gratia).
Il termine "Protestante" nacque in seguito alla lettera di protesta dei principi elettori luterani contro la proclamazione della Dieta di Spira del 1529, in cui l'imperatore cattolico Carlo V del Sacro Romano Impero ribadì l'editto della Dieta di Worms del 1521, che aveva condannato Martin Lutero pervicace come eretico, ingiungendo la restituzione dei beni ecclesiastici da quelli subito incamerati. Tuttavia, il termine è stato usato in molti sensi diversi, spesso come un termine generale per riferirsi al Cristianesimo occidentale riformato e non più soggetto all'autorità papale o patriarcale, comprese varie chiese o congregazioni vecchie e nuove che non fanno parte del movimento protestante originale.
A partire dal XVI secolo i Luterani fondarono le loro chiese in Germania e nella Scandinavia, mentre le Chiese calviniste furono costruite principalmente da Zwingli e Calvino in Svizzera e in Francia (Ugonotti), e in Scozia esse lo furono da Knox, promotore del Presbiterianesimo; così come anche in Ungheria e in Polonia vi furono denominazioni locali aderenti alla Riforma.
La Chiesa d'Inghilterra, a sua volta, dichiarò l'indipendenza dall'autorità papale nel 1534, dando vita all'Anglicanesimo, senza mutamenti dottrinali o liturgici; ma successivamente, durante il regno di Edoardo VI, veniva influenzata dai valori della Riforma calvinista, che generò in seguito i Puritani. Dopo la breve restaurazione cattolica della regina Maria I d'Inghilterra, chiamata proprio per questo "Maria la Sanguinaria", la nazione tornava all'anglicanesimo, ma riformato, con la regina Elisabetta I d'Inghilterra. Importante poi fu l'Anabattismo, predicato dal già luterano Thomas Müntzer ed altri, ma subito combattuto e stroncato dai principi e a cui si rifece il Battismo, il cui primo predicatore fu John Smyth nei primi anni del XVII secolo e che concepiva il loro sacramento solo in età adulta.
Altri movimenti di riforma, conosciuti come "Riforma radicale", ebbero luogo anche nell'Europa orientale, come il movimento antitrinitario di Fausto Sozzini e altri, chiamato appunto Socinianesimo, dopo esser stato respinto dai calvinisti svizzeri. Infine, anche il moravianesimo aderì alla Riforma, dalla quale deriverà anche il Pietismo, quest'ultimo nato in seno al Luteranesimo.

## Origine del termine
La diffusione in Germania delle famose 95 tesi di Lutero del 1517 causò l'apertura a Roma di un processo di eresia contro il monaco Agostiniano già nei primi mesi del 1518. Dopo una battuta d'arresto, coincisa con i negoziati per l'elezione del successore di Massimiliano I al trono dell'impero, alla quale il papa era maggiormente interessato, il processo giunse al termine con la riprovazione papale sancita dalla bolla Exsurge Domine, che ingiungeva la ritrattazione di 41 tesi. Ma la rivolta del frate del 10 dicembre 1520 portava alla bolla Decet romanum pontificem, nella quale Lutero venne scomunicato. La sentenza fu eseguita dalla Dieta imperiale riunita a Worms nel 1521 alla presenza dell'imperatore Carlo V, che lo bandiva dall'impero.
L'idea imperiale di un'unità religiosa dell'impero, magari mediante un concilio, non aveva nessuna possibilità di concretizzarsi; al contrario, il movimento luterano, subito protetto dal Duca di Sassonia, si estendeva con l'appoggio di numerosi principi territoriali, che nella prima Dieta di Spira (1526) riuscirono ad introdurre una tacita tolleranza religiosa.
Nella seconda Dieta di Spira (1529), il partito cattolico sancì il ripristino del bando del 1521 e la restituzione dei beni ecclesiastici incamerati dai principi filoluterani.
In quell'occasione, i principi che si erano schierati a fianco di Lutero ed erano favorevoli alla riforma, redassero un documento comune che dichiarava come inviolabili i diritti della coscienza e della parola di Dio, di cui i principi avrebbero garantito la libera predicazione nel Sacro Romano Impero. Tale documento iniziava con la parola protestamur, ovvero "dichiariamo solennemente", e questo termine venne a indicare per estensione le chiese cosiddette "evangeliche" che ebbero fondamento ed origine dalla riforma protestante, e il cui diritto di esistenza veniva riconosciuto proprio grazie a quel protestamur. In realtà si passava alle armi, e solo nel 1555, con la pace di Augusta venne sancito il principio del cuius regio, eius religio, secondo il quale luteranesimo e cattolicesimo diventavano religioni di Stato in base alla confessione del principe e soggette al principe se luterane.

## Descrizione

### Teologia
Dal punto di vista teologico, il protestantesimo, come l'ortodossia, sia cattolica sia orientale, accetta le confessioni di fede della chiesa antica, la definizione di Calcedonia, il simbolo niceno-costantinopolitano e il simbolo apostolico. Le divergenze si sviluppano sulla cristologia, circa questioni non esplicitamente trattate nelle antiche confessioni di fede, in particolare: il ruolo della grazia, la relazione che intercorre tra la fede e le opere (cioè l'azione, la vita pratica), e quella tra la Parola e il magistero della Chiesa. Infatti, sono comuni alle varie chiese appartenenti alla famiglia protestante i princìpi qui elencati:

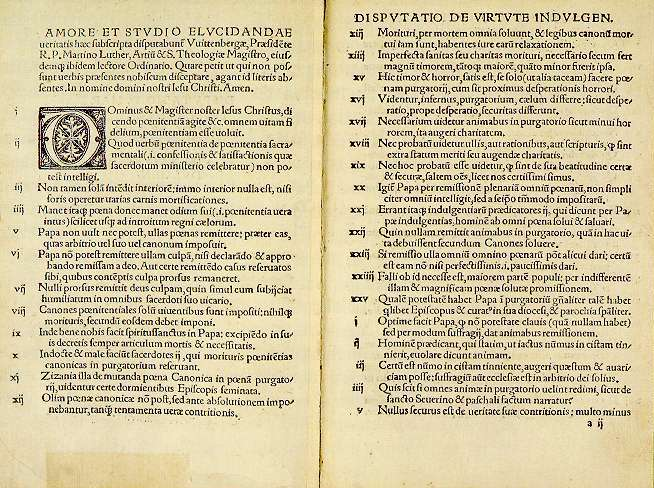
Le 95 tesi di Lutero

- Solus Christus: dal momento che Dio è amore, può agire il Suo amore in totalità e libertà attraverso la grazia. L'essere di Dio che liberamente si dona è Gesù Cristo. Gesù è quindi la parola vivente di Dio che perdona i nostri peccati[8]. Visto dalla parte dell'uomo, Dio può essere compreso solo attraverso Cristo; nessuna promessa della salvezza può essere intesa correttamente se non in relazione alla vita, morte e resurrezione di Gesù[9]. In questo senso, in Gesù, ed esclusivamente in Gesù, si concentra l'interesse, lo sguardo, la riflessione, la teologia del credente.
- Sola Gratia: l'uomo, essendo costituzionalmente peccatore, per quanto si sforzi di operare rettamente non arriverà mai a meritare la salvezza, ma Dio la offre gratuitamente per amore[10]. Non esiste alcuna cooperazione da parte dell'uomo, né predisposizione, "tutto, nell'evento salvifico, è affidato all'iniziativa di Dio in Cristo soltanto."[11] Dio perdona l'uomo; la giustificazione uccide l'uomo vecchio e solo da questo momento nasce l'uomo nuovo, secondo quanto riportato nella lettera ai Romani 6,12-23[12]. Il credente è sempre peccatore e costantemente salvato di nuovo: "peccatore di fatto, ma giusto nella speranza; peccatore nella realtà, ma giusto agli occhi di Dio e in virtù della sua promessa"[13]. L'uomo nuovo sarà indotto a ben operare, spinto dall'amore di cui Dio lo ha ricolmato, anche se immeritatamente, ma rimarrà consapevole che non sono le sue buone opere a salvarlo, ma solo la Grazia del Signore.
- Sola Fide: la fede consiste non solo nel credere nelle Scritture ma nella fiducia nel fatto che Cristo ci è stato mandato per compiere la nostra salvezza[14]. "La fede mette a disposizione dei credenti Cristo stesso e i suoi benefici, ossia il perdono, la giustificazione e la speranza"[15]. La giustificazione per fede consiste, secondo Lutero, nel fatto che Dio fornisce tutto il necessario per la salvezza e l'essere umano compie solo l'atto passivo di riceverla[16]. Ma chi è giustificato, non per questo è immune dal peccato; si ha qui la dottrina del simul iustus et peccator: il riformatore, rifacendosi a Romani 7, 14-25[17], sostiene che "l'evangelo (...) mi dice che sono giusto, ma, nello stesso tempo, mi rende consapevole di essere un peccatore. (...) Il peccato esiste ed è all'opera, ma non è la forza decisiva che governa l'esistenza."[18]
- Sola Scriptura: la Bibbia è l'unica autorità per il cristiano, in quanto viene ricevuta come se Dio parlasse in essa[19]. L'autorità dei papi e dei concilii è subordinata a quella della Bibbia, anzi si misura sulla base della sua fedeltà alla Scrittura[20]. Tale principio si pone in forte contrasto con il ruolo della tradizione nella dottrina cattolica. Il concetto di "tradizione" viene ad assumere notevole importanza nel tardo Medioevo: se nella chiesa del II secolo, in risposta a varie controversie, in particolare allo gnosticismo, si era delineata l'idea di un'interpretazione "legittima" delle Scritture, nel XIV e XV secolo la tradizione viene intesa come un'altra fonte di rivelazione, separata, che va aggiunta alla Scrittura; la dottrina, dunque, si basa su una fonte scritta (la Bibbia) ed una non scritta (la tradizione)[21]. Solo la corrente più radicale della Riforma (anabattismo) applicò in maniera assoluta il rigetto della tradizione; la maggior parte dei riformatori, temendo l'individualismo di una lettura del tutto personale della Bibbia, accettò la tradizione patristica e si limitò a criticare gli aspetti in cui la teologia e la prassi della chiesa cattolica contraddicevano o travalicavano la Scrittura[22]. C'è da notare che vi sono alcune differenze tra il canone cattolico romano e quello delle bibbie protestanti: i libri deuterocanonici, compresi nella Septuaginta ma non nel canone ebraico, non fanno parte del canone delle bibbie protestanti. Non c'è quindi solo una divergenza sul valore della Scrittura ma anche su cosa sia da considerare Scrittura[23].

Relativamente alla Sacra Scrittura, uno degli aspetti che favorirono enormemente la diffusione del Protestantesimo in ambienti sia colti che popolari, fu il fatto che affermava il diritto di tutti sia a leggere che interpretare la Bibbia, mentre la Chiesa tradizionale, come ribadito dal Concilio di Trento, riservava l'interpretazione alla gerarchia e permetteva solo Bibbie tradotte in greco o latino, vietando ai laici di possedere e leggere Bibbie in lingua volgare o testi che trattassero dell'interpretazione delle Scritture senza permesso.
- Sacramenti: se per la chiesa cattolica sono segni sensibili ed efficaci della grazia, attraverso i quali viene elargita la grazia[27], per il protestantesimo invece non hanno alcuna sacralità ma sono semplicemente segni[28], che rendono tangibili le promesse di Dio attraverso oggetti d'uso quotidiano per rassicurare la debolezza della fede degli esseri umani[29]. Fin dai primi riformatori, vengono riconosciuti solamente il battesimo e l'eucaristia, in quanto «solo in questi vediamo un simbolo istituito da Dio e la promessa della redenzione dei peccati»[30]. Per approfondire la concezione dell'eucaristia nel protestantesimo, si veda la voce Santa Cena.
- Sacerdozio universale: non esiste la figura di un mediatore tra l'essere umano e Dio. Gesù è il sacerdote che riconcilia definitivamente Dio all'uomo (come espresso in Ebrei 7, 24[31]) ed al contempo, «svuotando il sacerdozio delle prerogative di casta, (...) ha instaurato il Sacerdozio universale di tutti i credenti, uguali fra loro in dignità e importanza, pur nelle diverse vocazioni e nei diversi servizi»[32]
- Ecclesia semper reformanda: la chiesa, come organizzazione, dev'essere costantemente in movimento, riformandosi continuamente per rimanere fedele alle Scritture.

### Etica protestante
L'etica protestante deriva dal concetto teologico della salvezza per sola grazia, che i riformatori Lutero e Calvino desumono dalle lettere di Paolo di Tarso (specialmente la lettera ai Romani) e dagli scritti dei padri della Chiesa, in particolare sant'Agostino.
Il credente, che sa di essere nella condizione di peccatore, conosce la salvezza per la sola grazia di Dio, mediante gli esclusivi meriti di Gesù Cristo; non sono le opere umane che determinano la salvezza; tuttavia, in forza di questa certezza che il credente percepisce per fede, egli si sente chiamato a rispondere all'amore gratuito di Dio mediante un comportamento che cerca di porsi alla sequela del Cristo, pur nella consapevolezza della continua fallibilità umana.
Le esperienze fondamentali della vita etica del credente sono la conversione, la rigenerazione e la santificazione: quest'ultima è una condizione possibile per ogni essere umano, non solo per alcuni, nel momento in cui riesca a volgere il proprio comportamento in senso etico. Si evidenzia anche un prevalere di regole comportamentali non dogmatizzate ma lasciate alla coscienza del singolo. 
La predestinazione, nell'ambito di questa dottrina della salvezza per grazia, è il riconoscimento della libertà assoluta di Dio riguardo al destino degli esseri umani: perciò non compete all'uomo la capacità di giudicare il destino degli altri esseri umani. Piuttosto, la certezza di essere salvato conduce l'uomo ad un personale impegno nel mondo, vissuto nella libertà e nella responsabilità; questo impegno si traduce anche nella scoperta di una vocazione che non deve essere vissuta esclusivamente nell'ambito religioso, ma piuttosto si deve esprimere pienamente, sia per i religiosi che per i laici, nella quotidianità della vita e nel lavoro. 
Nell'epoca contemporanea alcune grandi personalità hanno dato esempi di testimonianza dell'etica protestante vissuta come impegno nel mondo: il medico e teologo riformato Albert Schweitzer, fondatore di un ospedale nel Gabon, premio Nobel per la pace nel 1953; il teologo luterano Dietrich Bonhoeffer, che con la fondazione della Chiesa confessante si oppose al nazismo e perciò fu incarcerato e giustiziato; il pastore battista Martin Luther King, premio Nobel per la pace nel 1964, che combatté con metodi nonviolenti la segregazione razziale e morì assassinato; il presidente Nelson Mandela (metodista), premio Nobel per la pace nel 1993, e il vescovo anglicano Desmond Tutu, premio Nobel per la pace nel 1984, che hanno combattuto l'apartheid in Sudafrica.

### Relazioni con lo Stato
Una caratteristica delle chiese sia cattoliche che protestanti dal periodo dalla Riforma alle guerre di religione è stato lo stretto legame con lo Stato, secondo il principio del cuius regio eius religio. Queste forme anacronistiche sopravvivono ancora oggi nel protestantesimo nelle chiese di Stato dei paesi scandinavi, nei Paesi Bassi, in qualche cantone svizzero, nella Landeskirche tedesca e in Inghilterra, dove il sovrano è ancora supremo governatore della Chiesa anglicana (seppure si tratti ormai di un ruolo puramente formale). Tuttavia, nella pratica di fede, l'ecclesiologia tipica delle chiese riformate, come già indicato da Calvino nel quarto libro dell'Istituzione della religione cristiana, prescrive ai credenti una netta separazione tra vita spirituale e potere secolare.
La relazione fra potere politico e religione è stata, al contrario, violentemente conflittuale per la cosiddetta "ala radicale" del protestantesimo (anabattisti, quaccheri). Inoltre, fu conflittuale in quei Paesi, come la Francia e gran parte dell'Italia nel XVI e XVII secolo, dove la convenienza politica spingeva i sovrani al potere a schierarsi dalla parte del papato. Quindi, persecuzioni, stermìni e carcerazioni di massa furono occasionalmente o permanentemente attuate contro gruppi aderenti alla Riforma: è questo per esempio il caso dei valdesi (che avevano aderito alla Riforma nel 1532) nelle Alpi occidentali, in Calabria e in Linguadoca, dei gruppi luterani, calvinisti o anabattisti in tutte le principali città italiane, o degli ugonotti in Francia.
Un principio accomuna tanto le chiese che collaborano con il contesto sociopolitico che quelle che vi si oppongono: il protestantesimo non ha mai come obiettivo quello di "cristianizzare" la società civile, al contrario auspica l'autonomia della sfera religiosa da quella politica, in una forma ben sintetizzata dal motto del teologo e filosofo svizzero Alexandre Vinet, ripreso da Cavour, "Libera chiesa in libero Stato".

## Denominazioni protestanti
Sotto il termine "protestantesimo" si riunisce un variegato universo di chiese ed organizzazioni ecclesiastiche, alcune delle quali molto diverse tra loro; inoltre, una stessa chiesa può presentare notevoli differenze nell'organizzazione delle comunità e nella liturgia a seconda delle diverse zone geografiche.

### Chiese storiche
Nel protestantesimo contemporaneo, tre famiglie di chiese si pongono in continuità con la Riforma del '500: luterani, riformati e anglicani. Queste sono anche dette "chiese storiche". I loro princìpi confessionali ed organizzativi si fondano sul pensiero dei principali riformatori europei: Martin Lutero, Ulrico Zwingli, Giovanni Calvino, Thomas Cranmer, John Knox.
Queste chiese sono caratterizzate da alcuni aspetti comuni: innanzitutto, presentano solidi fondamenti dottrinali, che affondano le loro radici negli scritti dei riformatori del XVI e XVII secolo; tali fondamenti sono tuttavia affiancati da uno spiccato interesse per l'elaborazione teologica. Alcuni tra i maggiori teologi moderni, il cui pensiero travalica i confini di carattere confessionale, provengono da queste chiese: si pensi ad esempio al riformato Karl Barth o ai luterani Dietrich Bonhoeffer e Paul Tillich. Inoltre, vi si ritrova un forte interesse per le questioni sociali, che si manifesta sia nell'elaborazione teorica che nell'impegno politico. Infine, le chiese storiche sono caratterizzate da una particolare sensibilità ecumenica: infatti, nell'ambito di queste chiese è stato istituito il Consiglio Ecumenico delle Chiese e la Comunione delle Chiese Protestanti in Europa (Concordia di Leuenberg).
Nel protestantesimo confluì anche il valdismo, nato nel XII secolo e sopravvissuto nonostante la durissima persecuzione. Vivendo nella clandestinità, e spesso riuscendo a nascondersi in zone eccentriche, il movimento valdese riuscirà ad arrivare al XVI secolo e ad aderire alla Riforma protestante calvinista nel 1532 col sinodo di Chanforan, segnando una svolta decisiva per il futuro della comunità.

#### Chiesa luterana

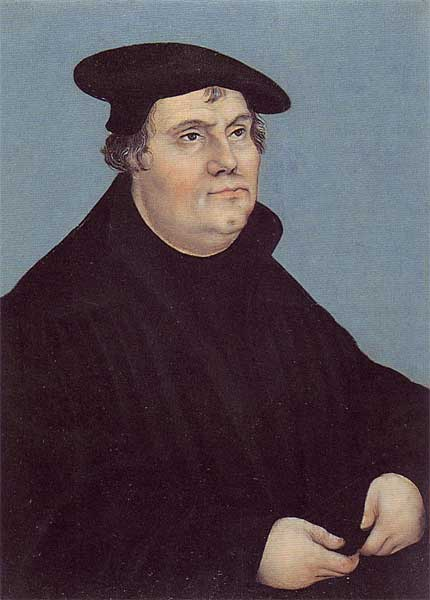
Lutero ritratto da Lucas Cranach il Vecchio nel 1543

Le chiese appartenenti a questa famiglia preferiscono essere chiamate semplicemente "evangeliche", o "chiese della Confessione di Augusta", tanto più che Lutero stesso aveva vietato di dare il suo nome alle comunità ispirate dal suo pensiero, tuttavia la dizione "Chiesa luterana" è ormai entrata nell'uso comune.
(Confessione augustana, parte I, articolo VII "La Chiesa")
Tale articolo della Confessione definisce molto chiaramente che l'unità della chiesa è un elemento fondante della testimonianza cristiana. La sostanza della chiesa secondo la visione luterana consiste nella predicazione del Vangelo (consistente strettamente nella spiegazione di brani biblici) e nell'amministrazione dei sacramenti, che sono due, come in tutte le altre chiese evangeliche: battesimo e Santa Cena. Non è contemplata, invece, alcuna forma di sottomissione ad un'autorità religiosa. Inoltre, tale impostazione consente una grande varietà e libertà di espressioni liturgiche ed organizzative.
La quasi totalità delle chiese luterane fa parte della Federazione Mondiale Luterana (Lutherischer Weltbund), fondata nel 1947, con sede a Ginevra. La Federazione ha funzioni di collegamento e si occupa in particolare di elaborazione teologica e di rappresentare il mondo luterano a livello mondiale nei confronti di altre organizzazioni religiose.

#### Chiese riformate

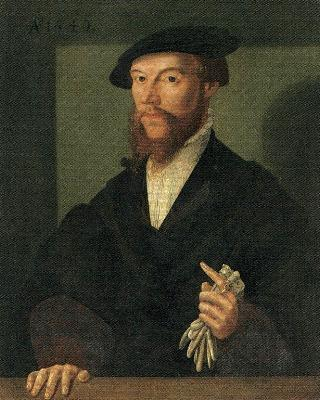
Calvino ritratto in giovane età, Wallonisch-Niederländische Kirche, Hanau (Germania)

Le chiese riformate, diversamente da quelle luterane e anglicane, sono composte oggi da un mosaico composito di realtà diverse tra loro. Tutte affondano le loro radici nell'attività riformatrice di Giovanni Calvino e Huldrych Zwingli.
Sono presenti in 108 paesi del mondo e contano 80 milioni di aderenti, distribuiti tra chiese Presbiteriane, Riformate, Congregazionaliste, Unite o Unificate, aderenti alla World Communion of Reformed Churches. La diffusione maggiore si ha fuori dell'Europa, in particolare in Africa (25 milioni), ed Asia (20 milioni, concentrati soprattutto in Corea del Sud ed Indonesia); in Europa i riformati sono 18 milioni, la maggior parte dei quali in Germania, Paesi Bassi e Svizzera, mentre in America del Nord sono 14 milioni.
Dal punto di vista dell'organizzazione ecclesiastica, un forte accento è posto sulla comunità locale (che si considera "chiesa" a tutti gli effetti), retta da un concistoro o consiglio di chiesa. In ciascuna chiesa vi è una larga pluralità di ministeri non gerarchici: pastore, anziano o presbitero, diacono. Le chiese più antiche o di formazione missionaria sono rette da sinodi, mentre quelle più recenti, soprattutto in Africa, prediligono il modello congregazionalista.
I riformati condividono le principali affermazioni dottrinali di luterani ed anglicani.
Il culto, incentrato sull'annuncio della parola di Dio, dà anche ampio spazio al canto, come espressione dell'assemblea dei fedeli, seppure in forma particolarmente austera. La Cena del Signore è generalmente celebrata a scadenza mensile o addirittura solo nelle principali festività; in essa, la presenza reale di Cristo è intesa in senso spirituale e non materiale.
Per quel che riguarda il battesimo, sono praticati correntemente sia il pedobattismo che il battesimo dei credenti adulti; tuttavia, non è condizione sufficiente per essere considerati membri di chiesa: occorre una dichiarazione pubblica e consapevole di fede.
In Italia, la principale chiesa riformata è la Chiesa valdese, che tuttavia nel 1975 si è unita attraverso un Patto d'integrazione con la Chiesa metodista d'Italia, creando l'Unione delle chiese metodiste e valdesi.

#### Comunione Anglicana

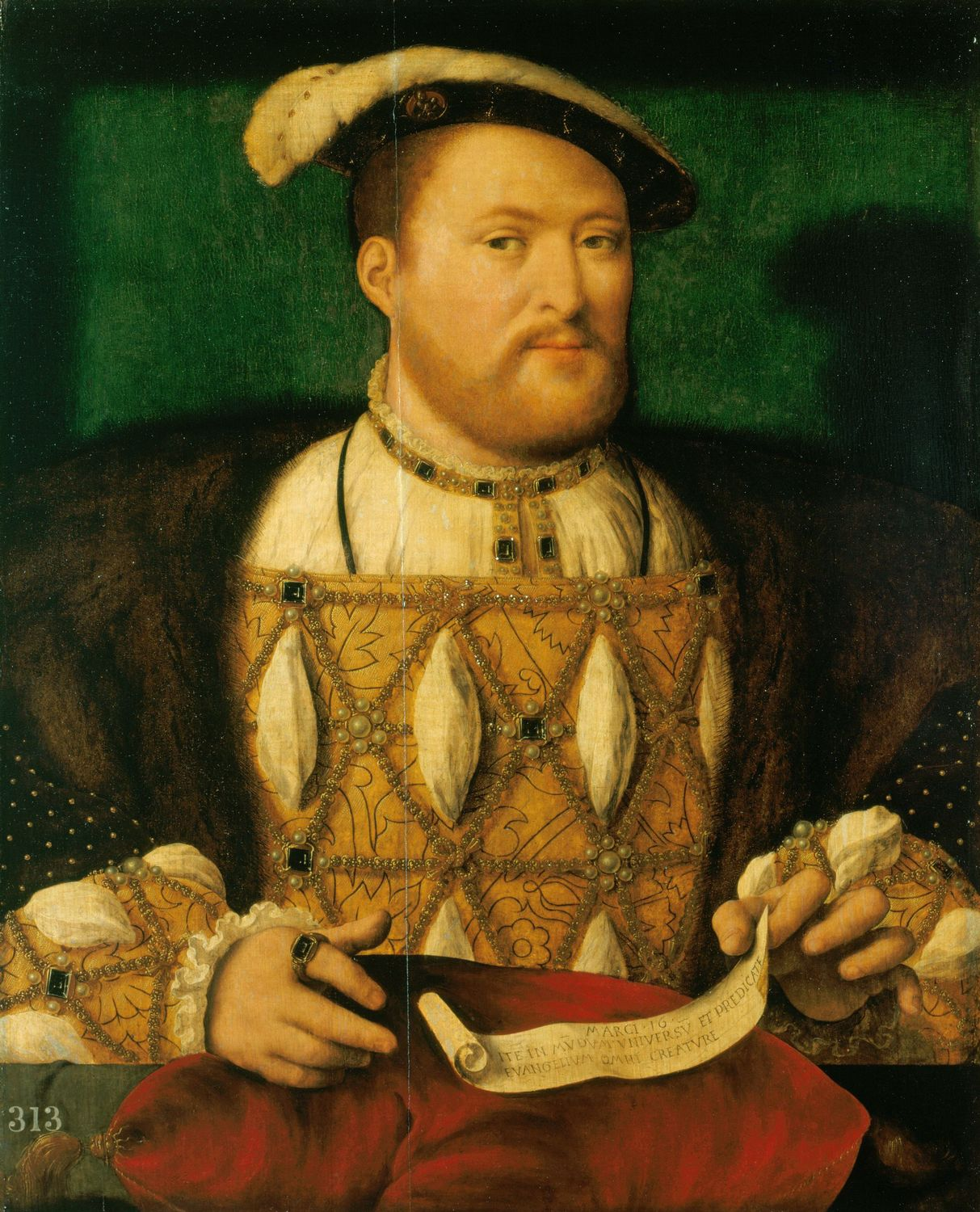
Enrico VIII ritratto da Joos van Cleve

L'appartenenza delle chiese della Comunione Anglicana al protestantesimo è ancora oggi oggetto di dibattito. Se le radici dell'autonomia della chiesa d'Inghilterra si ritrovano nella Magna Carta (1215), che sanciva l'indipendenza della sede arcivescovile di Canterbury sia dal papa che dal re, questa venne affermata con l'Atto di Supremazia (1534), nel quale il Parlamento dichiarava il re Enrico VIII (e dopo di lui i suoi eredi e successori) "capo supremo della Chiesa d'Inghilterra". Solo successivamente, gradualmente ed in forma parziale, penetrarono nella sua teologia alcuni principi del protestantesimo. Dopo il 1688, una grande parte degli anglicani inglesi partirono, formando altri gruppi (presbiteriani, congrezionalisti, battisti, quaccheri e successivamente metodisti); all'interno dell'anglicanesimo rimasero solo le parti più moderate e conservatrici.
La formalizzazione della Comunione Anglicana (Anglican Communion), sotto la presidenza dell'arcivescovo di Canterbury, avvenne nel 1811.
La sua diffusione si può dividere in due fasi: la prima, nel XVII secolo, fu caratterizzata dalla diffusione in Gran Bretagna e nelle colonie (America del Nord, Australia, Nuova Zelanda); la seconda, risultato dell'opera missionaria, nel resto del mondo (America del Sud, Africa, Asia).
Oggi, la chiesa anglicana è presente in 160 paesi e conta più di 70 milioni di membri; solo 26 milioni vivono in Gran Bretagna e Irlanda, mentre ben 42 milioni sono africani. Afferma ancora Gajewski: "il vero centro della Comunione anglicana non si trova più in Inghilterra. Non è casuale che oggi l'anglicano più celebre nel mondo sia l'arcivescovo sudafricano Desmond Tutu."
In Italia, vi sono una ventina di comunità appartenenti alla Diocesi Anglicana in Europa, più alcune comunità episcopali (Episcopaliane), frequentate in gran parte da cittadini inglesi

### Chiese battiste
Il Battismo nasce nel puritanesimo inglese del XVII secolo, sebbene si colleghi idealmente all'Anabattismo, un movimento di riforma radicale della chiesa che, nato a Zurigo nel 1525, si era diffuso in Svizzera, Germania centro-meridionale, Tirolo, Paesi Bassi, Moravia, ed aveva avuto varie diramazioni, tra cui in Veneto.
Dal punto di vista dottrinale, i battisti mantengono un legame con le loro origini puritane attraverso il biblicismo, la moralità, l'anticlericalismo. Vi è inoltre un aspetto caratteristico: la chiesa dev'essere composta da credenti convinti e consapevoli; questo elemento di base si esplicita nella pratica del battesimo dei credenti (ovviamente adulti), che è al tempo stesso testimonianza della fede personale e segno della grazia di Dio.
Le chiese battiste sono congregazionaliste: le comunità locali sono tutte uguali fra loro e, in linea di principio, indipendenti. Esistono "unioni" o "convenzioni" di varie chiese, che esprimono assemblee generali con potere decisionale e comitati direttivi che le amministrano, ma si tratta appunto di libere unioni di soggetti indipendenti, e non di una chiesa unitaria divisa in "parrocchie". La chiesa battista si regge sulle offerte volontarie dei credenti, ed ha sempre affermato la necessità di una separazione tra Chiesa e stato per poter conservare la libertà religiosa.
Molte chiese aderiscono all'Alleanza mondiale battista (Baptist World Alliance, BWA), che contava, al dicembre 2012, 172 948 chiese aderenti in 121 paesi di tutti i continenti, per un totale di 39 584 294 membri. A questi numeri, tuttavia, vanno aggiunte le cifre delle chiese che non aderiscono all'Alleanza, che per Bouchard (2006) compongono un totale di circa 110 milioni di credenti.

### Chiese dissidenti, deviate o revivaliste

#### Movimento metodista
Il metodismo è un'espressione del protestantesimo e ha dato vita ad una delle chiese evangeliche più diffuse nel mondo (circa 70 milioni di fedeli), caratterizzandosi ovunque per profonda spiritualità, dinamismo evangelico e marcata sensibilità verso i problemi etici, sociali e politici; questo movimento venne iniziato dal pastore anglicano John Wesley nel XVIII secolo.

#### Chiesa Avventista del settimo giorno
Ha le sue origini nel millerismo, uno dei vari movimenti della rinascita spirituale statunitense del XIX secolo, formatosi a partire dagli anni '30 intorno a William Miller, un predicatore battista che aveva fissato la data del ritorno di Gesù nel periodo 1843-44; in seguito al mancato avveramento della predizione, i milleriti di dispersero ma uno dei gruppi formò la Chiesa Avventista del 7º giorno, istituita formalmente a Battle Creek (Michigan) nel 1863. Fra i suoi fondatori c'era Ellen Gould White, (1827-1915), una donna cui è riconosciuto un particolare dono di profezia, che svolse un ruolo fondamentale nella formazione della chiesa avventista e nello sviluppo della sua azione evangelistica negli Stati Uniti e in Europa e i cui scritti sono tenuti ancora oggi in grande considerazione.
La Chiesa avventista non è riconosciuta come evangelica o protestante dall'Alleanza Evangelica Mondiale, a causa di alcuni aspetti teologici divergenti dagli altri membri dell'Alleanza: il "giudizio investigativo", l'autorità data agli scritti di Ellen G. White e il fatto di considerare il sabato come giorno del riposo per i cristiani. Tuttavia, in Italia è considerata una chiesa evangelica dallo stato italiano e nonostante le divergenze teologiche, dialoga e collabora in progetti comuni con le chiese appartenenti alla Federazione delle Chiese evangeliche in Italia (FCEI).
Oggi è una chiesa diffusa in quasi tutto il mondo; conta (secondo stime interne risalenti all'anno 2010) 16 600 000 membri, è presente in oltre 200 paesi ed i dati confermano una crescita costante. L'Africa è il continente con il maggior numero di avventisti, anche se la crescita maggiore si riscontra in America Latina.
Molti avventisti, tra i quali numerosi pastori, specie negli Stati Uniti d'America provengono dall'Ebraismo.

#### Movimento pentecostale
Movimento nato negli Stati Uniti d'America, il cui ramo italiano si chiama Chiesa apostolica. Sono Evangelici invece le Assemblee dei fratelli.

## Quadro storico e ramificazioni
Ad oggi esistono 33 000 denominazioni protestanti e i fedeli sono 700 milioni. Il protestantesimo, essendo un movimento eterogeneo e variegato, soprattutto per ciò che riguarda le questioni teologiche e dottrinali, può essere suddiviso in tre gruppi fondamentali:

### Protestantesimo storico

Protestantesimo in tutto il mondo

Le chiese che ne fanno parte vengono appunto dette "storiche", in quanto sono caratterizzate da radici dirette nella Riforma protestante.

#### Luteranesimo
- Origini: XVI secolo, Germania. Martin Lutero è scomunicato dal papa e dà inizio alla Riforma protestante.
- Dottrina: Cinque sola, giustificazione, consustanziazione, presenza reale di Cristo nell'Eucaristia, sacerdozio universale.
- Sacramenti: battesimo e Santa Cena.
- Diffusione: 75 milioni di fedeli.

#### Calvinismo
- Origini: XVI secolo, Svizzera, Paesi Bassi e Francia. Giovanni Calvino aderisce alla Riforma protestante.
- Dottrina: Cinque sola, Cinque punti, teologia dell'Alleanza, presenza spirituale di Cristo nell'Eucaristia, abolizione delle immagini religiose.
- Sacramenti: battesimo e Santa Cena.
- Diffusione: 70-85 milioni di fedeli.

#### Anglicanesimo
- Origini: XVI secolo, Inghilterra. Rottura con il papa per opera di Enrico VIII e adesione alla Riforma protestante.
- Dottrina: via media tra protestantesimo e cattolicesimo.
- Sacramenti: battesimo e Santa Cena.
- Diffusione: 80 milioni di fedeli.

#### Protestantesimo radicale
Riforma radicale, diffusa nell'Europa dell'Est; si differenzia dalla Riforma protestante vera e propria perché si concentra sul battesimo degli adulti.

##### Battismo
- Origini: XVI secolo, Europa orientale. Erede dell'anabattismo.
- Dottrina: battesimo per immersione riservato solo ai credenti, divisione tra Stato e Chiesa, libertà di coscienza e difesa del diritto.
- Struttura: Congregazionalista; l'autorità massima a governo della chiesa è data dall'Assemblea di tutti i membri che compongono la Comunità locale, la quale prende le proprie decisioni in completa autonomia e nella sola dipendenza dalle Sacre Scritture e dalla guida dello Spirito Santo.
- Sacramenti: battesimo e Cena del Signore (solo simbolico).
- Diffusione: 100 milioni di fedeli.

### Movimenti dissidenti, deviati o revivalisti

#### Metodismo
- Origini: XVIII secolo, Inghilterra. John Wesley si allontana dal calvinismo e dall'anglicanesimo per dettare i propri insegnamenti.
- Dottrina: conversione e predicazione del Vangelo.
- Sacramenti: battesimo e Santa Cena.
- Diffusione: 70 milioni di fedeli.

#### Evangelicalismo
- Origini: XVIII secolo, USA. Influenzato dal metodismo e dal Risveglio.
- Dottrina: interpretazione letterale della Bibbia, predicazione ed "effusioni dello Spirito Santo".
- Sacramenti: battesimo e Cena del Signore (solo simbolico).
- Diffusione: 90 milioni di fedeli.

#### Restaurazionismo
- Origini: XIX secolo, USA.
- Dottrina: interpretazione letterale della Bibbia, rifiuto della trinità, vedi antitrinitarismo.
- Sacramenti: battesimo ed eucaristia.
- Diffusione: 50 milioni di fedeli.